# گمینا کونوو
گمینا کونوو (به لهستانی:  Gmina Kunów) یک گمینا در لهستان است که در شهرستان اوستروویتس واقع شده‌است. گمینا کونوو ۱۱۳٫۷۳ کیلومتر مربع مساحت و ۹٬۹۶۰ نفر جمعیت دارد.